# Iproute2
iproute2 je kolekce nástrojů pro ovládání síťových protokolů TCP a UDP a kontrolu přenosů v OS Linux. Iproute se používá v sítích na bázi IPv4 a IPv6. V současnosti je udržován Stephenem Hemmingerem. Původní autor, Alexey Kuznetsov, byl zodpovědný za QoS implementaci v Linuxovém jádře.
Většina manuálů stále odkazuje na ifconfig a route jako na primární nástroje pro konfiguraci sítě. Například ifconfig je znám svým neadekvátním chováním v moderním síťovém prostředí. Tyto nástroje by měly být na ústupu, ale většina distribucí je stále obsahuje.
Iproute2 je obvykle dodáván v balíku nazývaném iproute nebo iproute2 a obsahuje několik nástrojů, z nichž nejvýznamnější jsou ip a tc. Nástroj ip ovládá konfiguraci IPv4 a IPv6 a nástroj tc (traffic control) ovládá síťový provoz. Oba nástroje poskytují jak detailní informace, tak bohatý doprovodný manuál.
Iproute2 má nahradit současný standardní balík nástrojů pro správu sítě v OS Unix označovaný jako net-tools, které byly původně použity pro následující úlohy: konfiguraci síťových rozhraní, routovací tabulky a pro správu ARP tabulky. Tyto nástroje ovšem nebyly od roku 2001 dále vyvíjeny.
Nástroje nahrazené iproute2 jsou následující:
| Účel                        | původně "net-tools" | iproute2         |
| --------------------------- | ------------------- | ---------------- |
| Konfigurace adres a spojení | ifconfig            | ip addr, ip link |
| Routovací tabulky           | route               | ip route         |
| Sousedé                     | arp                 | ip neigh         |
| VLAN                        | vconfig             | ip link          |
| Tunely                      | iptunnel            | ip tunnel        |
| Multicast                   | ipmaddr             | ip maddr         |
| Statistiky                  | netstat             | ss               |

Iproute sjednocuje syntaxe těchto rozličných příkazů, které se vyvíjely po mnoho let s vývojem Unixu.